# Plebisciet
Een plebisciet is een volksraadpleging op initiatief van de overheid. Het stamt van de Latijnse term plebiscitum.

## Klassieke tijd
In het Romeinse recht was een plebisciet een wet, uitgevaardigd door het Concilium plebis. Deze wetten waren aanvankelijk enkel bestemd voor plebejers, maar kregen met de Lex Hortensia van 287 voor Christus kracht van wet voor de hele bevolking.

## Moderne tijd
- Ten tijde van het Tweede Franse Keizerrijk (1852-1870) had het keizerlijke regime van Napoleon III de gewoonte om plebiscieten te organiseren, zoals onder meer het plebisciet van 20 en 21 december 1851, het plebisciet van 21 en 22 november 1852 en het plebisciet van 8 mei 1870. Op deze manier kon men het parlement (Wetgevend Lichaam en Senaat) buitenspel zetten.
- Tijdens de Risorgimento (de Italiaanse eenmaking) werden in 1860 vooral Midden- en Zuid-Italiaanse staten via een plebisciet toegevoegd aan het Noord-Italiaanse gedeelte; Rome werd pas in 1870 ingenomen.
- De Volkerenbond organiseerde in maart 1921 een plebisciet over de eventuele annexatie van Opper-Silezië door Polen.
- In 1921 werd het Sopron-referendum gehouden in de stad Sopron en omgeving, over aansluiting bij Oostenrijk, dan wel bij Hongarije.
- Over de toekomst van het Saargebied vond in 1935 een plebisciet plaats.
- Het Belgische plebisciet over de Koningskwestie in 1950 leidde het aftreden van koning Leopold III van België in.
- Ook werd er gebruikgemaakt van plebiscieten in de Vijfde Franse Republiek.